# (3686) Antoku
(3686) Antoku (1987 EB) – planetoida z pasa głównego asteroid okrążająca Słońce w ciągu 4,53 lat w średniej odległości 2,74 au. Odkryli ją Tsuneo Niijima i Takeshi Urata 3 marca 1987 roku.